# Hisanori Shirasawa
Hisanori Shirasawa (jap. 白澤 久則 Shirasawa Hisanori; ur. 13 grudnia 1964) – japoński piłkarz.

## Kariera klubowa
Od 1983 do 1993 roku występował w klubach Yanmar Diesel i Kyoto Purple Sanga.

## Kariera reprezentacyjna
W 1988 roku został powołany do kadry na Puchar Azji.